# シダンゴ山
シダンゴ山（震旦郷山、しだんごやま）は、丹沢山地の南部に位置する標高758mの山である。神奈川県松田町内にあり、丹沢大山国定公園に属する。
展望の良い山で、相模湾や富士山や丹沢山地の山々など360度の景色を楽しめる。

## 山名の由来
飛鳥時代に、仏教を寄（やどりき）の地に伝える仙人がいて、この山の上に居住し仏教を宣揚したといわれている。この仙人を「シダゴン」と呼んだことからこの地名が起こり、「シダゴン」が転じて「シダンゴ」（震旦郷）と呼ばれるようになった。

## 周辺の山
- 高松山
- 伊勢沢ノ頭
- 檜岳

## ギャラリー

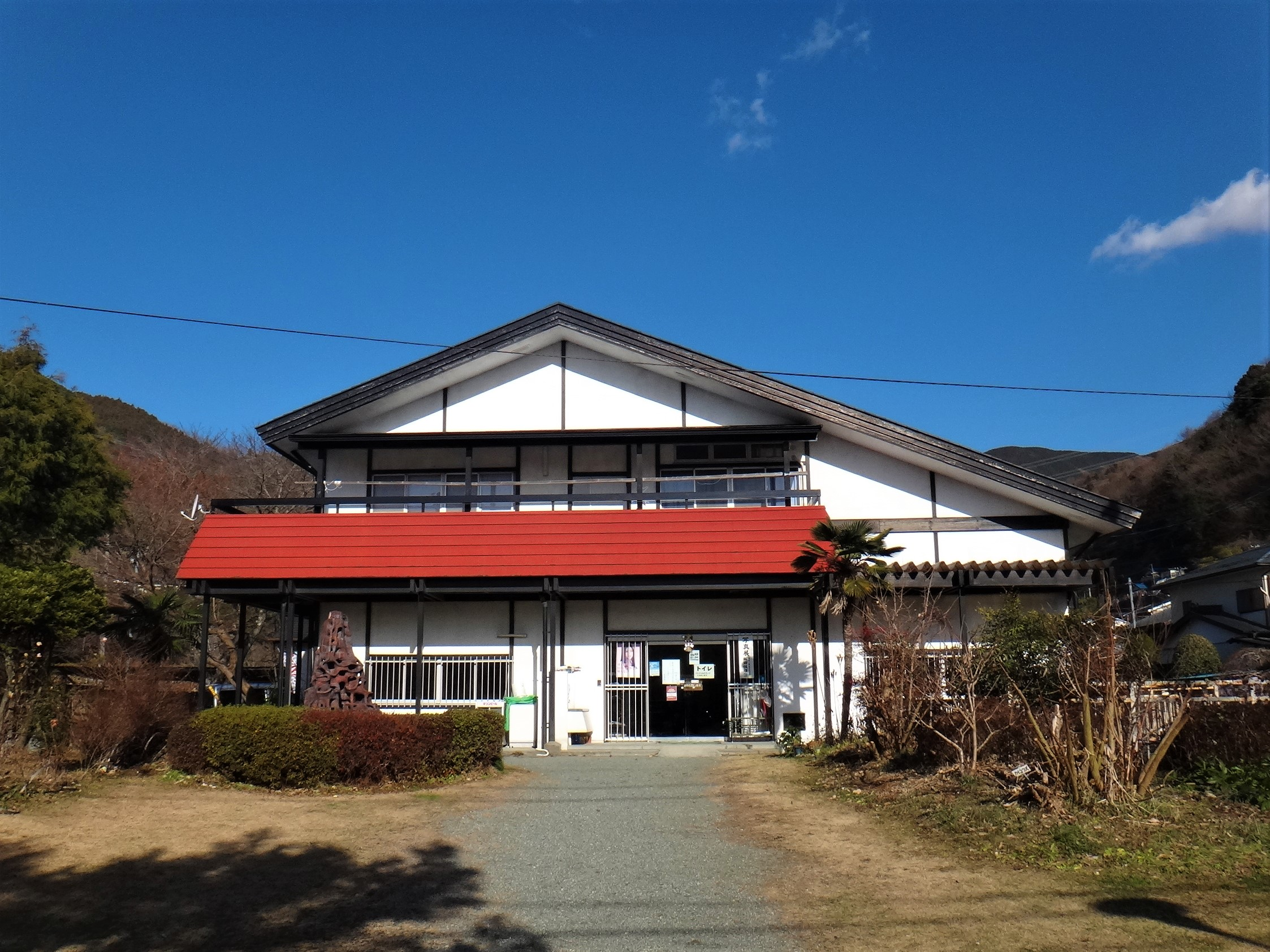
寄自然休養村管理センター
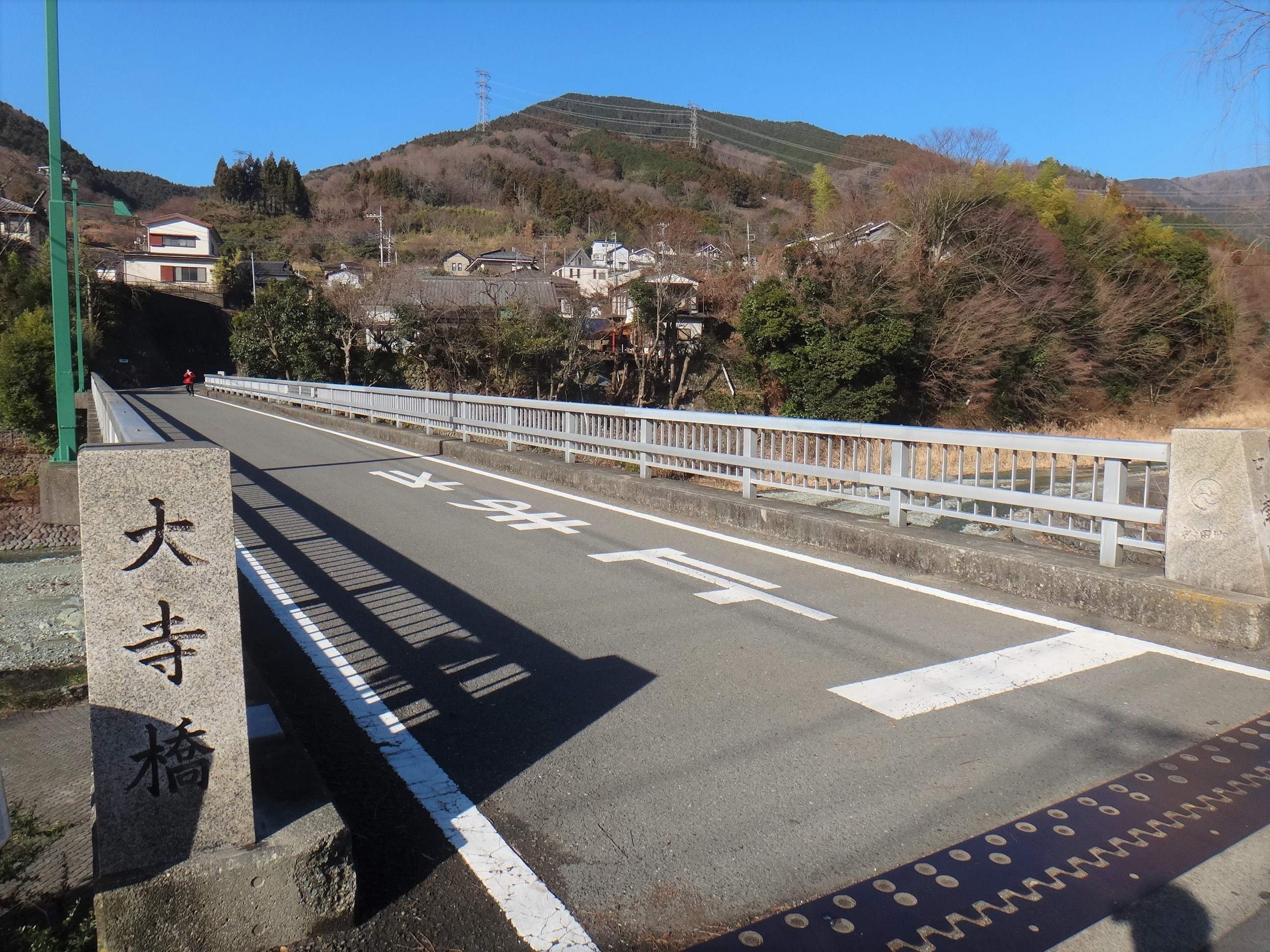
出発地点となる寄の大寺橋
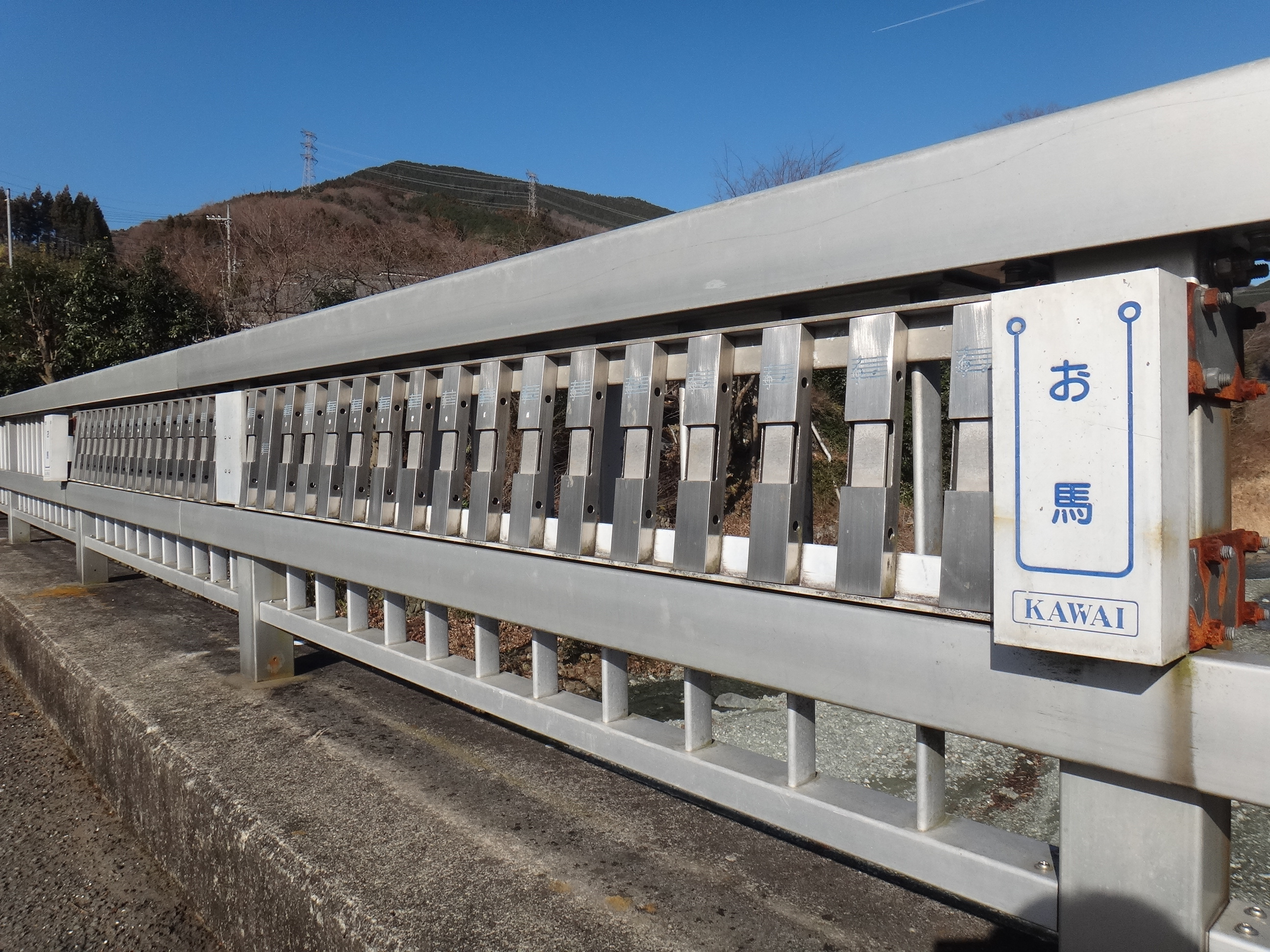
大寺橋は「お馬」のメロディー橋となっている
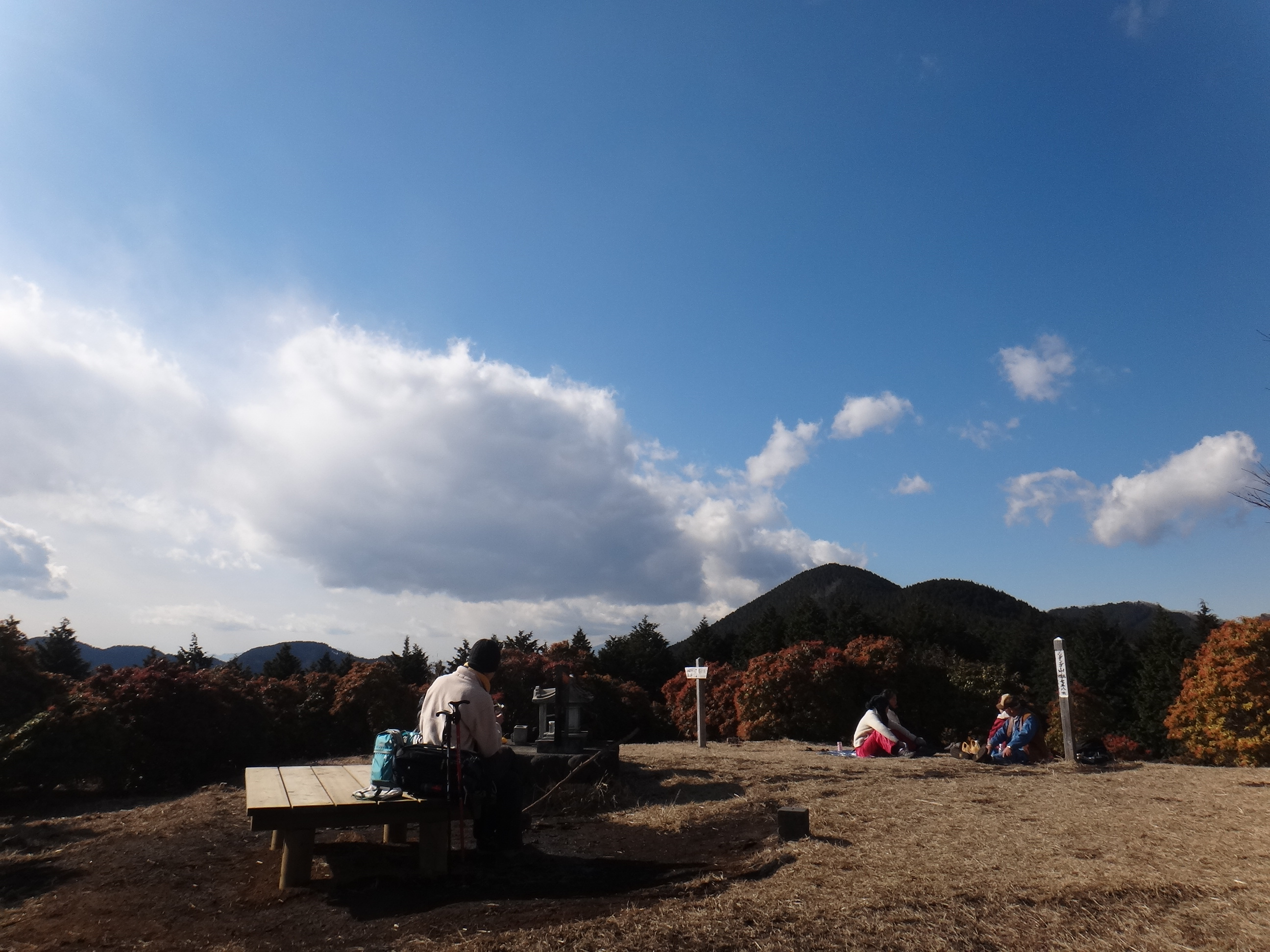
シダンゴ山山頂
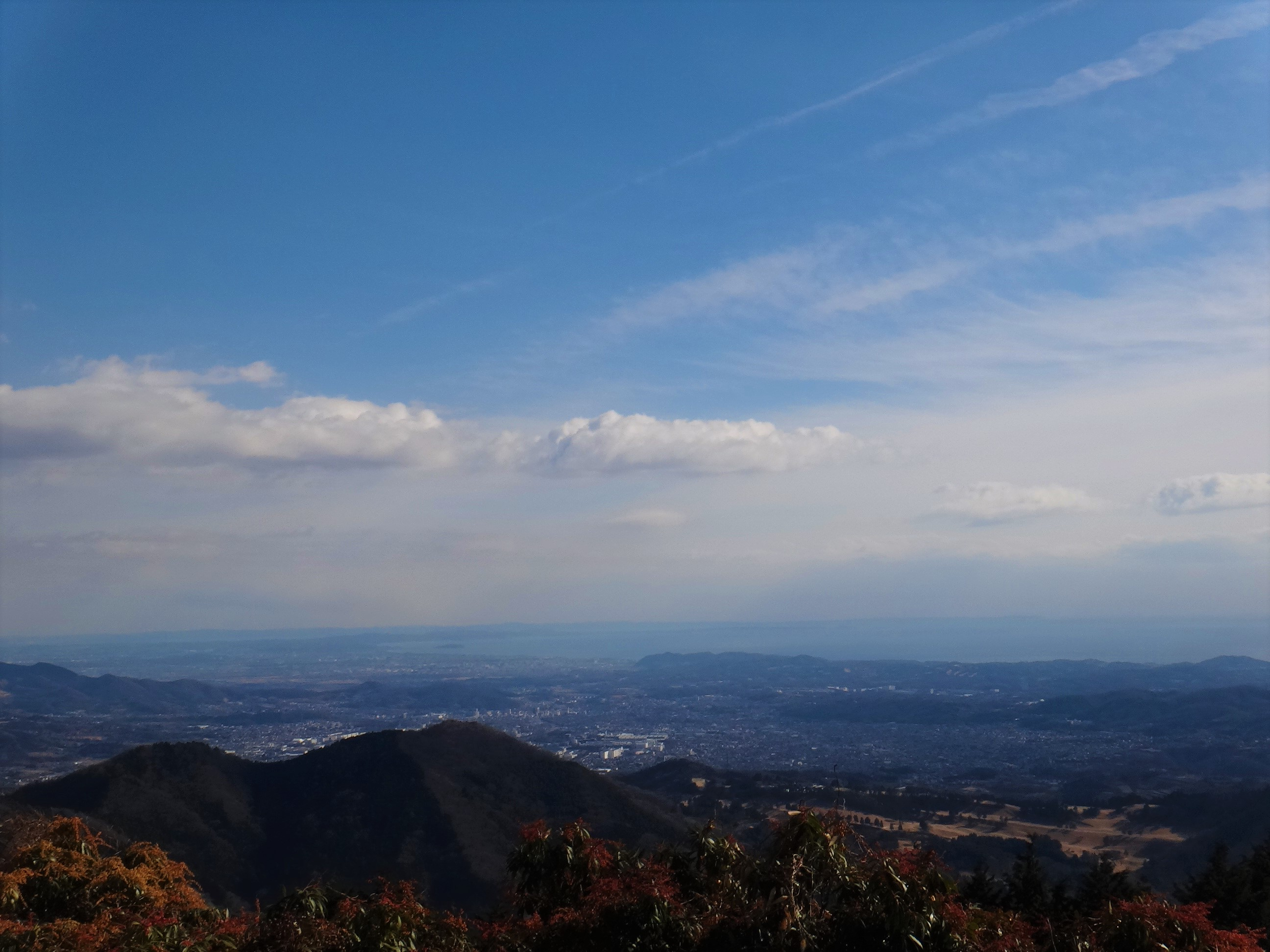
シダンゴ山から相模湾
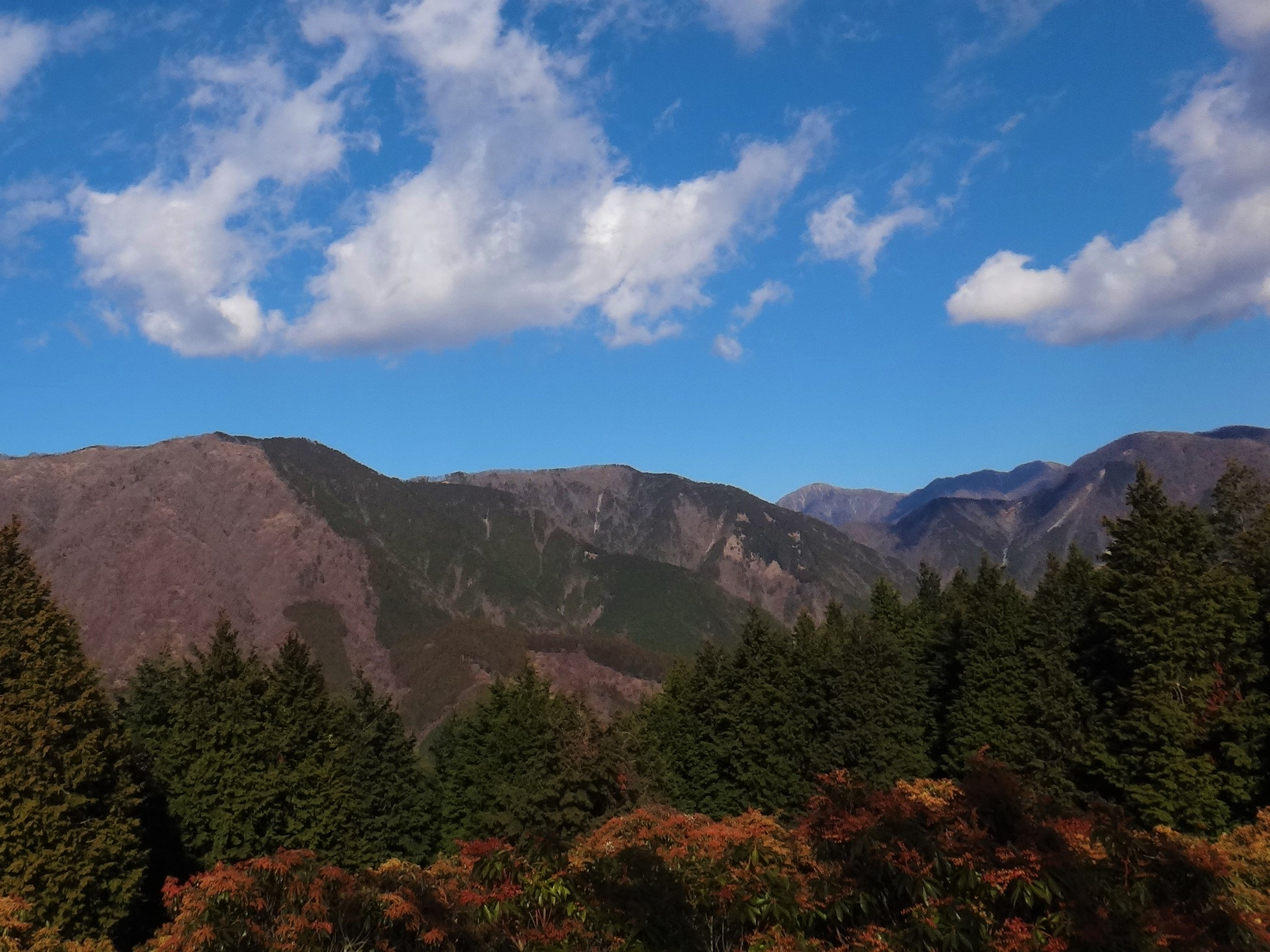
シダンゴ山から丹沢山塊

## シダンゴ山の頂上
